# Sluneční božstva

Egyptský bůh slunce Re

Kult slunce je druh náboženského chování při kterém je uctíváno Slunce či božstva jej ztělesňující. Ačkoliv bylo uctívání slunce v minulosti zaměňováno s archaickými náboženstvími či „pohanstvím“ obecně,  tak ve skutečnosti došlo k vývoji významného solárního kultu prakticky jen mezi Egypťany, Indoevropany, v Mezoamerice a Incké říši. Kult slunce byl tak typický především pro rozvinuté městské civilizace s ideologií sakrálního království. Náčelníci a králové byli často chápáni jako spojení se Sluncem, například jako jeho synové. Příkladem jsou polynéští náčelníci nebo inčtí, babylónští, chetitští a indičtí králové.
V náboženstvích bez výrazného slunečního kultu bůh Slunce zpravidla splývá s laskavým nejvyšším bohem, který bývá zároveň stvořitelem a nebeským božstvem. I v tomto případě je pak zpravidla zachována pasivita nejvyššího božstva, které je vzýváno jen v krajních situacích. Ústřední pozici má v těchto náboženstvích zpravidla kult předků a přírodních duchů. Tento přístup se objevuje například v náboženstvích subsaharské Afriky, Indonésie, drávidské a austroasijské Indie. Často je také Slunce označováno za oko nejvyššího boha. V Mezopotámii se zase například v Mardukovi spojili plodnostní a solární atributy. Slunce často hraje svojí roli v pohřebních rituálech a je chápáno jako průvodce mrtvých – psychopomp. V archaickém myšlení Slunce každou noc prochází podsvětím bez toho aby zemřelo. V důsledku toho má ambivalentní povahu, přivádí mrtvé do podsvětí a zároveň je z něj vyvádí.

## Egypt
Velmi významný byl sluneční kult v Egyptě kde sluneční bůh Re postupem času splýval s dalšími božstvy například jako Chnum-Re nebo Amon-Re. Mezi další sluneční bohy nebo bohy se slunečními atributy patří například Atum, Hor či Cheprer. Bohové jsou často vyobrazeni se slunečním kotoučem zobrazeným nad hlavou (reliéfy a nástěnné malby) nebo (v podobě soch) se slunečním diskem, spočívajícím na dlouhých rozích, obepínajících jeho dolní polovinu obvodu a vycházejících z temene jeho (její) hlavy. Toto zobrazení bylo znakem důstojnosti. Další takové vyobrazení byl okřídlený sluneční kotouč coby symbol egyptského boha Hora nebo Behdeta, který lze najít v některých egyptských chrámech.

## Amerika
V aztéckém náboženství byly bohu slunce Huitzilopochtlimu obětováni lidé aby byla zachována jeho existence. Podle Kečuú děti Slunce Manco Capac a Mama Ocllo naučili lidi obdělávání půdy, tkaní atd., založili Cuzco a stali se praotci říše Inků.

## Indoevropané

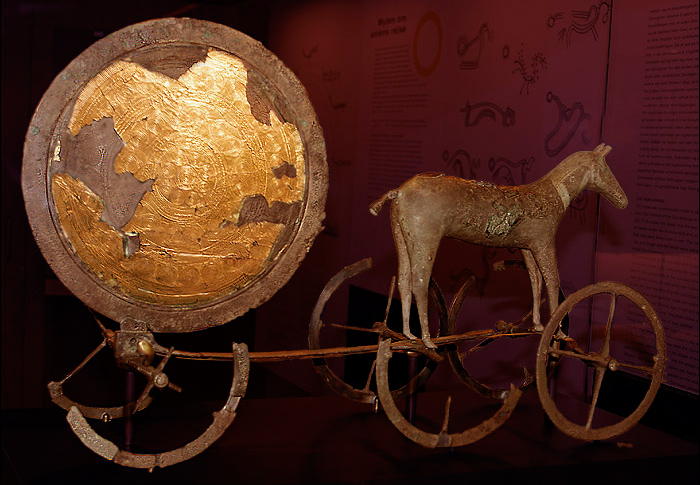
Sluneční vůz z Trundholmu, germánský kultovní artefakt z doby bronzové

Kult slunce hrál také prominentní v takzvané solární teorii prosazované některými badateli mytologické školy, především Maxem Müllerem. Podle této teorie jsou mýty, především indoevropské, metafory spojené se sluncem.
U Chetitů se výrazně projevil vliv neindoevropského národu Chattijců, kteří ctili sluneční bohyni Estan. Z těchto důvodů se stala sluneční bohyně pod jménem Arinnitti nejvýznamnějším chetitským božstvem. Kromě ní byl znám také sluneční bůh jménem Sius-summi nebo Istanu, palajsky Tiwat či Tiyat.

## Seznam

### Indoevropané
- Apollón – řecký bůh, později ztotožňovaný s Héliem, římský Apollo
- Dagr – severská personifikace dne
- Dažbog / Chors – slovanský sluneční bůh
- Dellingr – severská personifikace úsvitu
- Hélios – řecký sluneční bůh, římský Helius
- Hyperion (mytologie) – řecký titán spojený se sluncem
- Mithra – perský bůh, později považovaný za boha slunce
- Saule – baltská sluneční bohyně
- Savitar – védský bůh splývající se Súrjou, jeho solární povaha je sporná
- Sol – severská bohyně slunce
- Sol Indiges – římský sluneční bůh
- Sol Invictus – pozdně římský sluneční bůh
- Súrja – védský sluneční bůh
- Vivasván – védský sluneční bůh

### Egypt
- Aton
- Bastet
- Behdetej
- Hor
- Re
- Sachmet

### Afrika
- Ruwa - nebeské a sluneční božstvo tanzanského kmene Čaggů

### Asie
- Amaterasu – japonská sluneční bohyně
- Utu – sumerský sluneční bůh, splynul se Šamašem
- Šamaš – akkadský sluneční bůh, splynul s Utuem

### Amerika

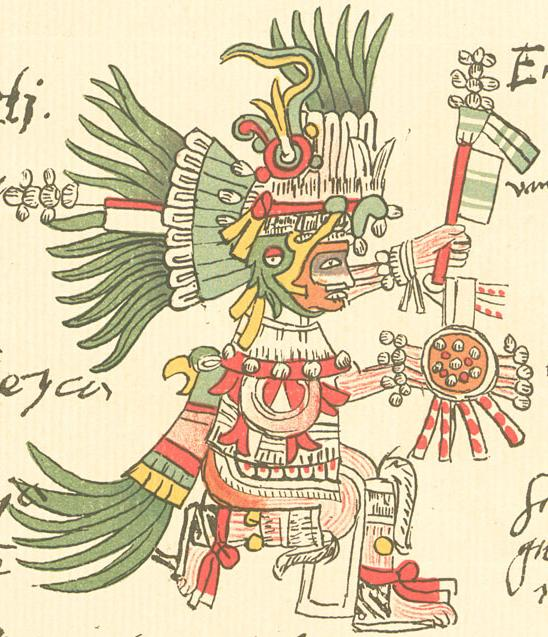
Huitzilopochtli

- Huitzilopochtli – aztécký sluneční bůh
- Kinich Ahau – mayský sluneční bůh